# Nyctalus azoreum
El nóctulo de las Azores (Nyctalus azoreum) es una especie de murciélago microquiróptero de la familia Vespertilionidae. Es endémico de las islas Azores, Portugal.

## Descripción
Es morfológicamente muy parecido al nóctulo pequeño (Nyctalus leisleri), pero sensiblemente de tamaño más reducido.

## Distribución y hábitat
Se encuentra restringido a las islas Azores, encontrándose en las islas de Faial, Pico, São Jorge, Graciosa, Terceira, São Miguel y Santa María. Habita en pueblos, bosques, landas y tierras de cultivo.

## Comportamiento
Es de hábitos más diurnos que la mayoría de murciélagos. Durante la noche suele cazar insectos alrededor de farolas y otras luces artificiales. Las colonias de cría se localizan habitualmente en edificios, árboles y grietas en las rocas.